# Прогресс (хоккейный клуб)
«Прогресс» — команда по хоккею с шайбой из города Глазов.
Выступал в первенствах РСФСР (1955—1965, 1974), с 1966 года участвует в играх чемпионата СССР (II лига, класс «А») и первенствах России. С 2014 году клуб выступает во втором дивизионе МХЛ в качестве фарм-клуба команды «Ижсталь» (из ВХЛ), при этом команда была перевезена в Ижевск. В 2016 году клуб вернулся в Глазов и выступает в Первенстве Молодёжной хоккейной лиги, фактически оставаясь фарм-клубом «Ижстали».

## История
В 1954 году состоялось рождение первой в Удмуртии хоккейной команды — глазовского «Прогресса» (1954—1956 «Трактор», 1957—1961 «Торпедо», С 28 января 1961 года «Прогресс»). 26 декабря 1954 года в матче на Кубок РСФСР глазовские хоккеисты встречались с командой ДСО «Труд» «Химик» Кирово-Чепецк и добились победы. В январе 1955 года вторую игру на Кубок в Свердловске команда проиграла 3:5.
В первенствах РСФСР «Прогресс» выступал с 1955 по 1965 и в 1974 году. Бронзовый призёр 1965 года. Провел 272 игры (168 побед, 25 ничьих, 79 поражений, разница забитых и пропущенных шайб 1218—815). С 1966 года «Прогресс» участвует в играх Чемпионата СССР (II лига, класс «А») и первенствах России.

## Статистика
За 53 сезона (1955—2008 годы) команда провела 2600 матчей (1173 победы, 232 ничьи, 1195 поражений), разница забитых и пропущенных шайб — 9048-9373. 

Самая крупная победа над командой «Маяк» (Куйбышев) 14:0. 

Самое крупное поражение от команды СКА МВО (Калинин) 2:14. 

Лучший бомбардир команды в сезоне — Михаил Гусаров — 40 шайб (1986) 
 Наибольшее количество матчей провел за клуб Виталий Чуев — 1226. Он же рекордсмен «Прогресса» по заброшенным шайбам — 467.

## Домашняя арена
Ледовый дворец спорта «Глазов Арена» имени С. Н. Архангельского, вместимость 2895 зрителей.

## Достижения
- Обладатель Кубка РСФСР: 1987.
- Бронзовый призёр чемпионата РСФСР: 1965
- Победитель турнира на призы Госкомспорта РСФСР (3): 1978, 1979, 1986
- В Чемпионатах Удмуртии «Прогресс» побеждал 9 раз, из них четыре сезона подряд (1986—1989).
- Победитель Первенства России по хоккею среди команд I лиги (зона «Поволжье») в сезоне 2008/09.
- Победитель Первенства России по хоккею с шайбой среди клубных команд регионов (регион «Поволжье») в сезоне 2010/11.

## Воспитанники
Воспитанники глазовского хоккея выступали за команды высшей лиги:
Заслуженный мастер спорта, чемпион мира 1993 года К. Астраханцев. Мастер спорта СССР международного класса С. Горбушин. Мастер спорта С. Лубнин. Мастер спорта С. Кутявин;

## Главные тренеры
- Чахуров Х. М. (1955—1957)
- Васильев М. А. (1957—1958)
- Гримм К. С. (1958—1968)[1]
- Галкин В. К. (1968—1969)
- Новокрещенов А. Н. (1969—1972)
- Косолапов В. Г. (1974—1975)
- Мастер спорта Юдин Г. Г. (1975—1979)
- Кошкин В. Б. (1979—1981)
- Терещенко В. Н. (1981—1986)
- Кузнецов В. Б. (1986—1989)
- Андреев В. В. (1989)
- Чертов А. А. (1989—1990)
- Савельев Г. Г. (1990—1997)
- Трефилов Н. В. (1997—2004)
- Гусаров М. А. (2004—2006)
- Гришин И. Ю. (2007—2008)
- Глебов И. А. (2008—2009)
- Кутявин С. В. (2010—2012)
- Мнихович А. В. (2012)
- Душкин С. В. (2012—2014)
- Кутявин С. В. (2014—2020)
- Кузнецов Михаил Сергеевич (2020—н.в)